# Erick Espinosa
Erick Oswaldo Espinosa Delgadillo (ur. 13 stycznia 1980 w Guadalajarze) – meksykański piłkarz występujący najczęściej na pozycji środkowego obrońcy lub defensywnego pomocnika, obecnie zawodnik Alacranes.